# Génie (marque)
Pour les articles homonymes, voir Génie.
Génie est une marque de lessive appartenant à Bolton Group depuis 2014. 
Cette marque commercialise plusieurs types de produits :
- des lessives main (poudre ou gel « sans frotter ») et des lessives main développées spécialement pour le linge blanc ;
- des lessives pour les textiles spécifiques : Couleurs, Laine et Soie, Noir et Blanc.